# 40 (număr)
40 (patruzeci) este numărul natural care urmează după 39 și precede pe 41.

## În matematică
40
- Este un număr compus.
- Este un număr abundent.[1][2]
- Este un număr octogonal.[3][4]
- Este un număr practic.[5][6]
- Deoarece este suma primelor patru numere pentagonale[3]: 1 + 5 + 12 +  22 = 40, este un Număr piramidal pentagonal.[7]
- Deoarece prin adunarea unei părți dintre divizorii săi (ex.: 1, 4, 5, 10 și 20) se obține 40, el este un Număr semiperfect.[8][9]
- Este un număr refactorabil, deoarece este divizibil cu 8, numărul său de divizori.[10]
- Este un număr rotund.[11][12]
- Este un număr Størmer.[13][14]
- Valoarea funcției Mertens pentru 40 este 0.[15]
- Este cel mai mic număr n cu exact 9 soluții ale ecuației φ(x) = n.
- Este numărul de soluții în Problema damelor pe tabla de 7 x 7.
- Este un repdigit în baza 3 (1111(3) : 1 x 30 + 1 x 31 + 1 x 32 + 1 x 33, sau, în alte cuvinte, (34 – 1)/2 ).
- În baza 10 este un număr harshad.[16]

## În știință
- Numărul atomic al zirconiului.
- –40 este unica temperatură la care scările Celsius și Fahrenheit corespund, adică −40 °C = −40 °F.

### Astronomie
- Obiectul Messier M40, cu o magnitudine 9.0 este o stea dublă în constelația Ursa Mare.
- Obiectul NGC 40 din New General Catalogue, cu o magnitude 12.4 este o nebuloasă planetară în constelația Cefeu.
- 40 Harmonia este o planetă minoră.
- 40P/Väisälä este o cometă periodică din sistemul solar.

## În religie
Numărul 40 se regăsește în multe tradiții, fără a exista o explicație generală privind folosirea sa. În iudaism, creștinism, islam și alte tradiții din Orientul Apropiat el reprezintă un număr aproximativ, dar destul de mare.

### Mitologia sumeriană
- Enki, zeul apelor și al înțelepciunii, începând din al doilea mileniu î.Hr. a fost uneori notat în scrieri cu simbolul „40”, uneori numit „numărul său sacru”.

### Iudaism
- În Biblia ebraică, 40 este mult folosit pentru intervale de timp: 40 de zile, sau 40 de ani, care separă „două epoci diferite”.[17]
- În timpul Potopului a plouat „patruzeci de zile și patruzeci de nopți”. (Geneza, 7:4)
- Noe a așteptat 40 de zile după ce a văzut vârfurile munților după Potop înainte de a da drumul corbului. (Geneză, 8:5–7)
- Moise a trimis iscoade să exploreze ținutul Canaan (promis fiilor lui Israel) timp de „patruzeci de zile”. (Numeri, 13:2, 25)
- Poporul evreu a trăit „patruzeci de ani” în alte ținuturi decât tărâmul promis. Această perioadă corespunde timpului necesar să apră o generație nouă. (Numeri 32:13)
- Despre câțiva lideri și regi din vechime se spune că au domnit „patruzeci de ani”, adică o întreagă generație. Example sunt Eli (I Regi 4:18), Saul (Faptele Apostolilor 13:21), David (II Regi 5:4), și Solomon. (III Regi 11:42)
- Goliat i-a provocat pe israeliți de două ori pe zi timp de patruzeci de zile înainte ca David să-l învingă. (I Regi 17:16).
- Moise a petrecut trei perioade de „Patruzeci de zile și nopți” consecutive pe Muntele biblic Sinai⁠(d). (Deuteronomul 9:11, 9:25, 10:10)
- O mikve conține cel puțin 40 sea de apă.
- Profetul Ilie a mers 40 de zile și nopți înainte de a ajunge la muntele Horeb⁠(d). (I Regi 19:8).
- 40 de lovituri este una dintre pedepsele aplicate de Sinedriu (Deuteronomul 25:3), dar în practică se aplicau doar 39.[18]
- Una dintre premisele cerute unui bărbat pentru ca să studieze Cabala este să aibă patruzeci de ani.
- „Făcutu-s-a dar înscrierea acestora cu amară silință și cu semețească nevoință, de la răsăritul soarelui până la apus, lucru care nu s-a sfârșit deplin până după patruzeci de zile.” (III Macabei 4:12).
- Iona a avertizat Ninive că „Patruzeci de zile mai sunt, și Ninive va fi distrusă!”. (Iona 3:4)

### Creștinism
Și creștinismul folosește „patruzeci” pentru a defini intervale de timp mai mari.
- Isus a petrecut în deșertul Iudeei „patruzeci de zile și patruzeci de nopți”, timp în care a fost ispitit. (Matei 4:2, Marcu 1:13, Luca 4:2)
- 40 de zile au trecut între învierea lui Isus și înălțarea sa la cer. (Faptele Apostolilor 1:3)
- Viața lui Moise este împărțită în trei perioade de câte 40 de ani: ajungerea la maturitate, plecarea din Egipt și întoarcerea sa și călăuzirea poporului său în exod. (Faptele Apostolilor 7:23, 30, 36)
- In practica creștină modernă Postul Mare durează 40 de zile înainte de Paști. În Vest, în multe cazuri sâmbăta nu se numără, iar în Est se numără și duminica.
- Cei 40 de mucenici.
- Numele orașului Kırklareli (pronunție în turcă [kɯɾkˈɫaɾeli]) vine de la „Patruzeci de biserici”.
- În timpul Potopului a plouat „patruzeci de zile și patruzeci de nopți”. (Geneza, 7:4)

### Islam
- Mahomed avea 40 de ani când a avut revelația arhanghelului Gabriel.
- Dajjal cutreieră în jurul Pământului în patruzeci de zile, lungimea primei zile este cât a unui an, a doua zi este cât o lună, a treia zi este cât o săptămână și următoarele zile (până la a 40-a) sunt cât o zi.
- Dumnezeu i-a oprit pe israeliți să intre în Țara Sfântă timp de 40 de ani, pentru a-i separa de Musa (Moise) și de fratele său. (Coranul 5:25–26)
- Musa (Moise) a petrecut 40 de zile pe muntele Sinai, unde a primit cele 10 porunci. (Coranul 7:142)

### Yazidism
- În yazidism, Templul Chermera (care înseamnă „40 de bărbați” în dialectul yazidi) din Sinjar⁠(d) este atât de vechi încât nimeni nu-și amintește cum a ajuns să aibă acel nume, dar se crede că derivă din înmormântarea a 40 de oameni în vârfului muntelui.

### Obiceiuri funerare
- Unii ruși, bulgari și sârbi cred că spiritul morților rămâne la locul morții timp de patruzeci de zile. După cele patruzeci de zile se fac rugăciuni suplimentare la mormânt, parastase și pomeni, pentru a însoți sufletul în drumul său spre Dumnezeu.
- La fel, mulți creștini filipinezi cred că sufletul rămâne pe loc timp de patruzeci de zile înainte de a intra în viața de apoi și marchează sfârșitul perioadei de doliu în a patruzecea zi după moarte printr-o liturghie, amintind cum Hristos s-a înălțat la cer la patruzeci de zile după învierea sa.

### Hinduism
- În Hinduism, unele rugăciuni sunt formate din patruzeci de incantații sau cuplete. Cea mai cunoscută este cele patruzeci de catrene Hanuman.
- Unele posturi durează 40 de zile.

### Budism
- În practica meditației⁠(d), Visuddhimagga⁠(d) recomandă 40 de subiecte.

### Sikhism
- Din colecția Anand Sahib⁠(d) cea de a cincea și ultima rugăciune sikh zilnică are 40 de paragrafe, iar al 40-lea paragraf este adesea citit la încheierea oricărei ceremonii sikh.
- În Bătălia de la Muktsar⁠(d) au căzut 40 de discipoli din armata lui Guru Gobind Singh⁠(d), considerați martiri (cei 40 de eliberați).

## În domeniul divertismentului
.
- #40 este un cântec al Dave Matthews Band.
- 40 este un cântec de Franz Ferdinand.
- 40 este un cântec din albumul War de U2, ale cărui versuri sunt o modificare a Psalmului 40.
- Crush 40 este o formație americano-japoneză de hard rock.
- Numărul până la care merg inele topuri radio, de exemplu American Top 40, American Country Countdown și Rick Dees' Weekly Top 40.
- Un producător canadian de hip hop cunoscut ca "40".
- Forty Shades of Green, un cântec despre Irlanda, de Johnny Cash, din 1961.
- Fortycoats & Co. a fost un serial irlandez de televiziune pentru copii din anii 1980; numele se bazează pe porecla unui vagabond din Dublin, Johnny Fortycoats, din anii 1930.

## În sport
- În baseball, fiecare echipă din Major League Baseball poate avea 40 de jucători simultan sub contract.
- În cursele de cai, la Grand National⁠(d) numărul maxim de concurenți este de 40.
- Sprintul de 40 de yarzi⁠(d) este un test important în fotbalul american.
- În tenis, numărul 40 reprezintă al treilea punct câștigați într-un ghem. La scorul de 40–40 (fiecare are câte trei puncte) ghemul continuă până la o diferență de două pincte.
- În NASCAR, 40 umărul de mașini care concurează din 2016 în nivelul superior, respectiv din 2013 în nivelul secund.

## În alte domenii
40 este / apare:
- În proverbul britanic „Viața începe la patruzeci de ani”.
- În expresia britanică „patruzeci de clipe”, cu sensul de somn scurt.
- În denumirea lichidului penetrant WD-40; „WD-40” este o prescurtare de la „Water Displacement, 40th formula” română Deplasarea apei, a 40-a formulă.
- Calibrul unor gloanțe, de exemplu .40 S&W.
- La 40 de ani de căsătorie se sărbătorește nunta de rubin.[19]
- Este prefixul telefonic internațional al României.[20]
- Numărul de căsuțe din jocul Monopoly.
- Numărul de hoți din povestirea "Ali Baba și cei patruzeci de hoți⁠(d)" din O mie și una de nopți.
- Numărul obișnuit de ore lucrate într-o săptămână într-o serie de țări.
- Durata în săptămâni a sarcinii de la ultima menstruație.
- Tessarakonteres⁠(d) a fost cea mai mare navă construită în antichitate, de Ptolemeu al IV-lea Filopator⁠(d), având 40 de vâsle.
- După Războiul Civil American existau planuri ca sclavilor eliberați să li se dea „40 de acri [de pământ] și un măgar”.
- „Pentru a cunoaște un om trebuie să trăiești lângă el patruzeci de zile” — proverb arab.[21][22]
- Carantina este practica izolării suspecților pentru a împiedica răspândirea unei epidemii (în special ciuma); cuvântul provine din dialectul venețian pentru expresia italiană „quaranta giorni” (română patruzeci de zile).
- În SUA, pentru a beneficia de pensie o persoană trebuie să fi lucrat cel puțin 40 de anotimpuri (echivalent 10 ani).
- „Forty-shilling freeholders” (română proprietari liberi de 40 de șilingi), o poreclă a celor care au obținut drept de vot în urma arendării de terenuri și / sau proprietăți timp de 40 de ani. Dreptul, introdus în Anglia în 1430, s-a aplicat și în multe teritorii dependente, până în 1918.
- Este codul de țară UIC al Cubei.[23]